# Gas de Camisea
La explotación del gas de Camisea, en el departamento del Cusco, en el Perú se inicia en agosto de 2004, después de 20 años de su descubrimiento. La zona de explotación del gas de Camisea, una de las más importantes del continente americano, se encuentra enclavada en el mismo corazón del departamento del Cusco, en el bajo Urubamba. Forma parte del distrito de Megantoni, de la provincia de La Convención. Es el principal productor del gas licuado del petróleo dentro del país.

## Antecedentes
En julio de 1981, el Estado peruano suscribió un contrato de operaciones petrolíferas por los lotes 38 y 42 con la compañía Shell. Esas concesiones sumaban aproximadamente 2 millones de hectáreas, en la parte sur de la denominada Cuenca del Ucayali. Iniciados los trabajos de excavación, fue sólo en 1987, tras el levantamiento de 3000 kilómetros de líneas sísmicas y la perforación de cinco pozos exploratorios, que el área de Camisea reveló al mundo dos yacimientos de gas natural los cuales se denominaron San Martín y Cashiriari. El entusiasmo que generó este hallazgo dio paso a la firma del Acuerdo de Bases para la Explotación de Camisea entre Shell y PetroPerú, en marzo de 1988. Sin embargo, las negociaciones concluyeron en agosto de ese año sin llegar a feliz término.
En marzo de 1994, se firmó el convenio para la evaluación y desarrollo de los yacimientos de Camisea entre Shell y PetroPerú. En julio de 1998 el consorcio Shell/Mobil comunica su decisión de no continuar con el segundo periodo del contrato y las inversiones por 500 millones de dólares, los 6 pozos perforados y las instalaciones pasan a beneficio del Estado Peruano. Por ese motivo, en mayo de 1999, la Comisión de Promoción de la Inversión Privada (COPRI) acuerda realizar un proceso de licitación para desarrollar el proyecto Camisea mediante un esquema segmentado que comprende módulos independientes de negocios.
En 1999 se aprueba la Ley n.º 27133 que aseguraba el abastecimiento del mercado interno por un "horizonte permanente de 20 años".
A fines de mayo de este año, el comité especial del Proyecto Camisea (CECAM) convocó a dos concursos públicos internacionales para otorgar el contrato para la explotación de Camisea, así como las concesiones de transporte de líquidos y gas desde los mismos yacimientos hasta la costa, y de distribución de gas en Lima y El Callao. Luego, en diciembre de 2000, se suscribieron los contratos para el desarrollo del proyecto con los consorcios adjudicatarios de los concursos organizados por el CECAM.
A inicios de mayo de 2002, se suscribió el contrato de concesión para el transporte y distribución del gas de Camisea a la Costa Peruana, mediante el cual Tractebel se convierte en el tercer operador del proyecto (siendo Pluspetrol y Techint los otros dos). Este paso completa el esquema de desarrollo de Camisea, hasta ese momento con el gas de menor costo en el mundo (al no trasladarse al costo final lo invertido por el consorcio Shell-Mobil).
Desde noviembre de 2002 vía DS 046-2002 EM se modifica la ley 27133 agregando en el numeral 8.2 del artículo 8: “Los ingresos garantizados anuales serán cubiertos mediante los recursos provenientes de la prestación del servicio de transporte, y la garantía cubierta por los usuarios eléctricos...”. La garantía equivale al 8.9 % de nuestra factura de servicio eléctrico y es un cargo que Osinerg incorpora anualmente a la tarifa, sin embargo este concepto no está detallado en los recibos.
Las reservas recuperables en los lotes 56 y 88, ubicados en Camisea, ascienden a 13.8 trillones de pies cúbicos (TPC), ya habiéndose firmado el contrato del lote 88 destinando el 100 % al consumo interno se esperaba el mismo esquema para el lote 56 ya que gran parte del transporte y distribución es cubierta por los peruanos en los recibos de servicio eléctrico. 
En el 2003 se promulga el DS 031-EM, eliminando la frase "horizonte permanente de 20 años" de la Ley N.º 27133 y reemplazándola por “un periodo mínimo definido en el contrato”.
En junio del 2005 se aprueba la Ley 28552, con lo que modifica la Ley 27133, desaparece la frase “horizonte permanente de 20 años” y en su lugar se mencionan garantías de abastecimiento en términos generales. 
Esta nueva base legal hacía posible destinar el 100 % de las reservas del lote 56 a la exportación. Dado que el lote 56 no era suficiente para el compromiso de exportación, nuevamente se hacen los cambios normativos necesarios para también disponer del Lote 88, destinado al mercado interno. En diciembre de 2005 se promulgó el DS 050 2005 EM. En los considerandos de este DS se dice explícitamente que, habiendo la Ley 28552 modificado el Art. 4 de la Ley 27133 en relación con el abastecimiento del mercado interno, se autoriza a Perupetro a renegociar el contrato del Lote 88 para permitir que sus reservas probadas sean exportadas.
El contrato firmado entre el Consorcio Camisea y Perú-LNG establece, en su cláusula 6.2 como precio US$0.159 por millón de BTU del gas peruano exportado a México. Es decir a menos de 1 dólar el equivalente a un barril (5.5 millones de BTU) cuando el precio internacional del petróleo es de US$68 por barril.
Dicho contrato no ha sido modificado en los subsiguientes tres gobiernos peruanos. Para junio de 2008, el lote 56 usado en la primera etapa, llegó a extraer 300 millones de pies cúbicos diarios.

## Plan
El gran proyecto consiste en captar y transportar el gas natural proveniente de los yacimientos San Martín y Cashiari, en el Lote 88, hacia una planta de separación de líquidos ubicada en Malvinas, a orillas del río Urubamba. En esta planta se separan el agua y los hidrocarburos líquidos contenidos en el gas natural y se acondiciona este último para ser transportado por un gasoducto hasta el City Gate en Lima, donde se filtra, mide y reduce su presión para ser entregado al sistema de distribución; mientras que el gas excedente se reinyecta a los reservorios productivos.
Por otro lado, los Líquidos del Gas Natural obtenidos en la planta de separación son conducidos hasta la costa mediante un ducto de líquidos y recibidos en una planta ubicada en Pisco, donde se fraccionan en productos de calidad comercial (GLP, gasolina y condensados), y luego se despachan al mercado mediante buques o camiones cisternas. 
Las reservas de Camisea son delorden de los 8,7 trillones de pies cúbicos de gas y de 545 millones de barriles de hidrocarburos líquidos. La producción inicial del yacimiento se prevé que será de 9 millones de metros cúbicos diarios extraídos de seis pozos. En cuanto a los ductos de transporte, se prevén dos: el del gas, con una extensión de 540 kilómetros aproximadamente, y el de líquidos, de 680 kilómetros atravesando transversalmente la difícil geografía del Perú.
El proyecto Camisea, actualmente en funcionamiento, es la piedra angular del cambio de matriz energética en el Perú, que permitirá cambiar el uso de combustibles contaminantes y caros como la gasolina y el petróleo, por el más limpio y barato gas natural, asimismo favorecer ampliamente la industria (vehicular, de distribución, de generación de electricidad, etc.) y se ha creado directa e indirectamente miles de empleos en el Perú. También generaría ingresos de un millardo de dólares en regalías durante su vida útil, sin considerar otros impuestos.
De acuerdo a ley, el Departamento del Cuzco recibe por concepto del canon que le corresponde por la explotación del gas de Camisea el cincuenta por ciento de la regalía que recibe el Estado.

## En Lima
En Lima y en el Callao, la Empresa Gas Natural para Lima y Callao es la que se encarga de abastecer esta zona tanto al sector industrial como al de vivienda. En 2004 iniciaron operaciones con la conexión de Camisea. Durante los primeros 19 años, se construyeron 15 mil kilómetros de tuberías para distribuir por la ciudad.

## Segunda etapa
En enero de 2006 el Perú firma un acuerdo con el consorcio Perú LNG con la finalidad de construir una planta de licuefacción de gas natural cuya inversión alcanza alrededor de los 3300 millones de dólares y cuya repercusión local es la generación de 35 000 plazas de trabajo. Esta iniciativa corresponde a la segunda etapa del proyecto que permitirá la exportación del gas de Camisea. Se decidió que la planta de licuefacción se ubique a 169 kilómetros al sur de la capital de este país.

## Foro del gas
El Perú, podrá pretender ingresar al Foro Mundial de Gas, que apunta a convertirse en una tribuna similar a la OPEP. 
El citado Foro nació en el año 2000 con su primera conferencia en Irán. El objetivo de este  Foro es intercambiar información entre los países exportadores e importadores del gas siguiendo el camino de la OPEP.

## Denuncia penal
La Ley 27133 fue modificada por los Decretos Supremos 050-2005, 006-2006 y 031-2004, ambos dados por el Ministerio de energía y Minas. Las mencionadas normas fueron firmadas por Alejandro Toledo y Jaime Quijandría.
Esta conducta sería anticonstitucional puesto que el presidente habría emitido un Decreto Supremo (N.º 050-2005 y 006-2006) en abierta desnaturalización de la ley (Ley 27133), violando el artículo 118 (numeral 8) de la Constitución Política, norma que establece que corresponde al presidente: ejercer la potestad de reglamentar las leyes sin transgredirlas ni desnaturalizarlas.
Por las mencionadas irregularidades se acusa a los exfuncionarios de los delitos de concusión, colusión desleal y abuso de autoridad. Todas esas denuncias fueron archivadas por carecer de fundamento según el poder judicial peruano.
La denuncia del MEM que se basa en el artículo 382 del Código Penal, explica que por su carácter de trabajadores del Estado deben velar por los intereses nacionales, sin embargo los denunciados “habrían entregado bienes (Gas Natural) en lo inmediato sino también en el futuro, con lo cual enriquecen indebidamente a terceros (a las empresas privadas que explotan el gas de Camisea).
- Colusión desleal. Según el artículo 384 del Código Penal –expone la demanda del MEM– que tipifica el correcto desempeñó funcional del funcionario público –es decir velar por intereses patrimoniales del Estado–, sin embargo “las conductas del expresidente y del exministro (Clodomiro Sánchez) al permitir la modificación de los contratos de explotación del Lote 88 violentaron la mencionada norma del Código Penal.
- Abuso de autoridad. Según el artículo 376 del Código Penal, la conducta abusiva consiste en violentar las bases normativas utilizando el cargo que el sujeto (funcionario público) sustenta. Así es arbitrario desnaturalizar una ley (Ley 27133) a través de un Decreto Supremo (050-2005 y 006-2006).